# Теория суперструн
Тео́рия суперстру́н — суперсимметричное обобщение теории струн в теоретической физике.

## Варианты теории
Существует пять различных вариантов теории суперструн: теория типа I, типа IIA, типа IIB, а также теории гетеротических струн на основе групп SO(32) (O-гетеротические струны) и E8×E8 (E-гетеротические струны). Многие основные свойства этих теорий совпадают: колебательные моды определяют массы и заряды, общее число пространственных измерений равно 10, их свёрнутые измерения должны быть многообразиями Калаби — Яу и т. д. Различия между ними заключаются в том, что в них по-разному реализована суперсимметрия и есть существенные различия между допустимыми колебательными модами.
| Тип | ЧП | Характеристика |
| --- | -- | --- |
| I   | 10 | Включает суперсимметрию; струны как открытые, так и замкнутые; отсутствует тахион; групповая симметрия — SO(32)                                                                                              |
| IIA | 10 | Включает суперсимметрию; струны только замкнутые; отсутствует тахион; безмассовые фермионы нехиральны |
| IIB | 10 | Включает суперсимметрию; струны только замкнутые; отсутствует тахион; безмассовые фермионы хиральны |
| HO  | 10 | Включает суперсимметрию; струны только замкнутые; отсутствует тахион; теория гетеротическая: струны, колеблющиеся по часовой стрелке, отличаются от струн, колеблющихся против; групповая симметрия — SO(32) |
| HE  | 10 | Включает суперсимметрию; струны только замкнутые; отсутствует тахион; теория гетеротическая: струны, колеблющиеся по часовой стрелке, отличаются от струн, колеблющихся против; групповая симметрия — E8×E8  |

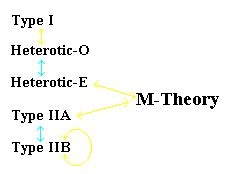
Диаграмма дуальностей в теории струн. Жёлтыми стрелками обозначена S-дуальность, голубыми — T-дуальность.

Колебательные возбуждения вдоль струнной петли могут распространяться по часовой стрелке и против неё. Теории струн типов IIA и IIB отличаются тем, что в теории IIB колебания в обоих направлениях идентичны, а в IIA — противоположны по форме. Кроме того, в теории IIB оказывается, что все частицы вращаются в одном направлении (у них одна и та же хиральность), а в теории IIA — в разных направлениях (у них разная хиральность).
Две гетеротические теории имеют аналогичные, но более существенные отличия. Все моды колебаний по часовой стрелке выглядят также, как и моды струн типа II (если рассматривать только колебания по часовой стрелке, то теории суперструн типов IIA и IIB идентичны), но колебания против часовой стрелки совпадают с колебаниями теории бозонных струн. Таким образом, в гетеротических струнах моды против часовой стрелки существуют в 26 измерениях, а колебательные моды по часовой стрелке — в 10. Дополнительные бозонные измерения могут скручиваться в разные многообразия Калаби—Яу, приводя к теориям O- и E-гетеротических струн. Поскольку дополнительные бозонные измерения являются компактифицированными, каждая из этих теорий оказывается такой, как если бы в ней было 10 измерений, то есть как теории суперструн II типа. В гетеротических теориях также реализован определённый вариант суперсимметрии.
Теория струн I типа аналогична теории IIB, за исключением того, что в ней помимо замкнутых струн имеются струны со свободными концами, называемые открытыми струнами.